# Katrin Pauts
Katrin Pauts (* 25. August 1977 auf Muhu) ist eine estnische Schriftstellerin und Journalistin.

## Leben
Katrin Pauts machte 1995 in Orissaare Abitur und studierte anschließend an der Universität Tartu drei Jahre Geschichte, ohne das Studium jedoch abzuschließen. Sie begann danach eine Karriere als Journalistin, arbeitete einige Jahre beim Õhtuleht und moderierte beim Estnischen Fernsehen. Sie lebt heute wieder auf Muhu.

## Werk
Pauts debütierte 2016 mit zwei rasch hintereinander erschienenen Kriminalromanen, die auf ein positives Echos stießen. Ein Kritiker zog Parallelen zur skandinavischen Krimiliteratur und sah in ihr bald eine ebenbürtige Kollegin von Indrek Hargla. Die Romane von Pauts sind im ländlichen Milieu angesiedelt und bringen somit eine neue Facette in die estnische Krimiliteratur. 2021 veröffentlichte sie eine Sammlung mit Kurzgeschichten, die von der Kritik sehr gelobt und mit Werner Bergengruens „Der Tod von Reval“ (1939) verglichen wurde.

## Bibliografie
- Politseiniku tütar. Saaremaa põnevik ('Die Tochter des Polizisten. Ein Saaremaa-Krimi'). Tallinn: Varrak 2016. 309 S.
- Tulekandja. Muhumaa põnevik ('Der Feuerträger. Ein Muhu-Krimi'). Tallinn: Varrak 2016. 259 S.
- Öömees ('Der Nachtmann'). Tallinn: Rahva raamat 2017. 263 S.
- Hull hobune ('Das verrückte Pferd'). Tallinn: Varrak 2018. 230 S.
- Marduse tänav. Romaan teleseriaali „Nukumaja“ ainetel ('Die Marduse-Straße. Roman nach dem Stoff der Fernsehserie „Das Puppenhaus“'). Tallinn: Varrak 2018. 255 S.
- Tallinna tume. Tavaliste inimeste väikesed nurjatused ('Tallinn dunkel. Kleine Niederträchtigkeiten gewöhnlicher Menschen'). Tallinn: Varrak 2021. 196 S.